# Höllentalaussicht
Die Höllentalaussicht ist eine Aussichtswarte an der Rax in Niederösterreich.

## Lage und Geschichte
Die Höllentalaussicht liegt südostseitig rechts beim Talschluss des Großen Höllentals, einem Nebental des Höllentals der Schwarza zwischen Schneeberg und Raxstock oberhalb von Reichenau an der Rax, auf 1610 m ü. A..

## Geschichte und Zustieg

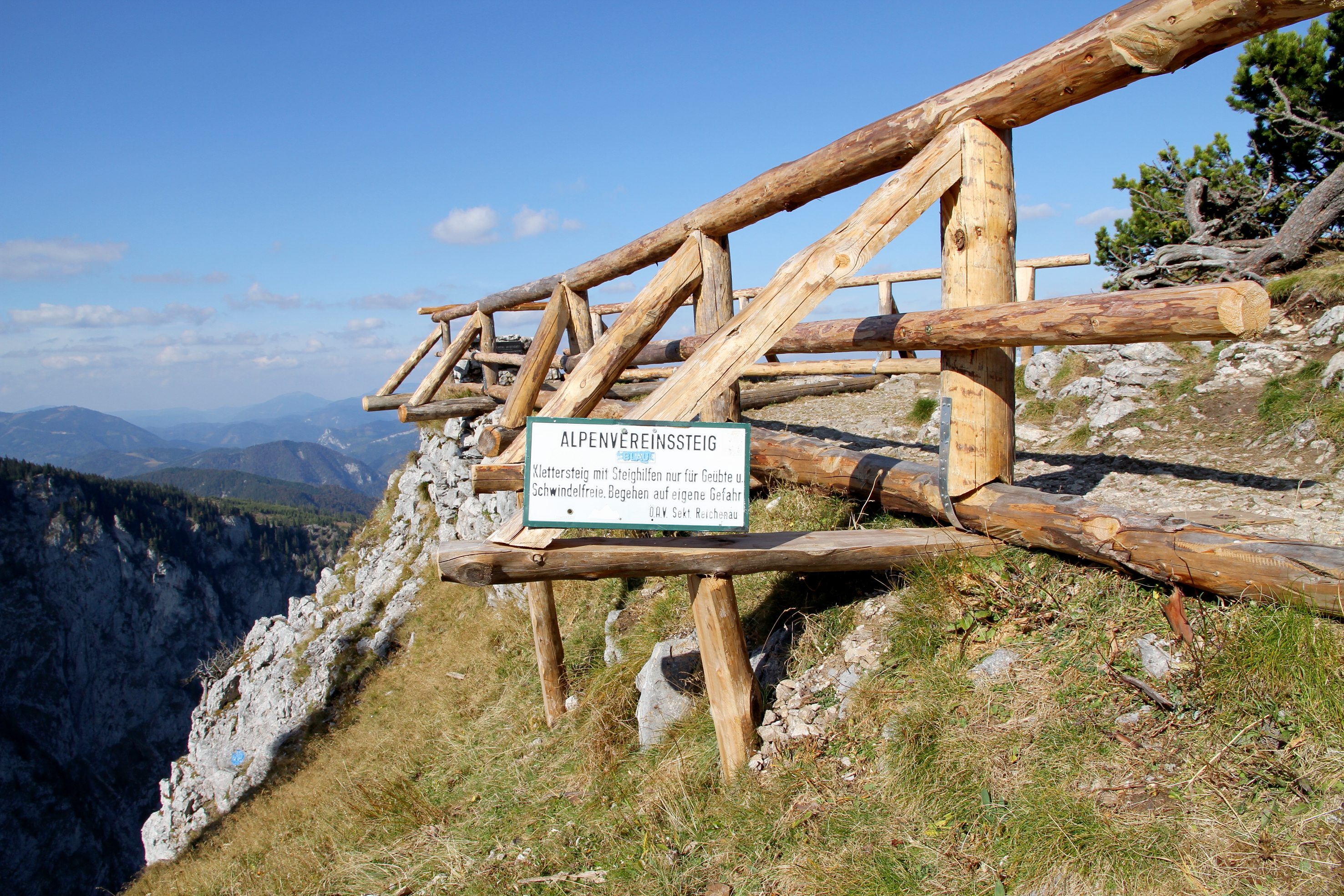
Versicherung der Aussichtswarte mit der Markierung des Alpenvereinssteiges

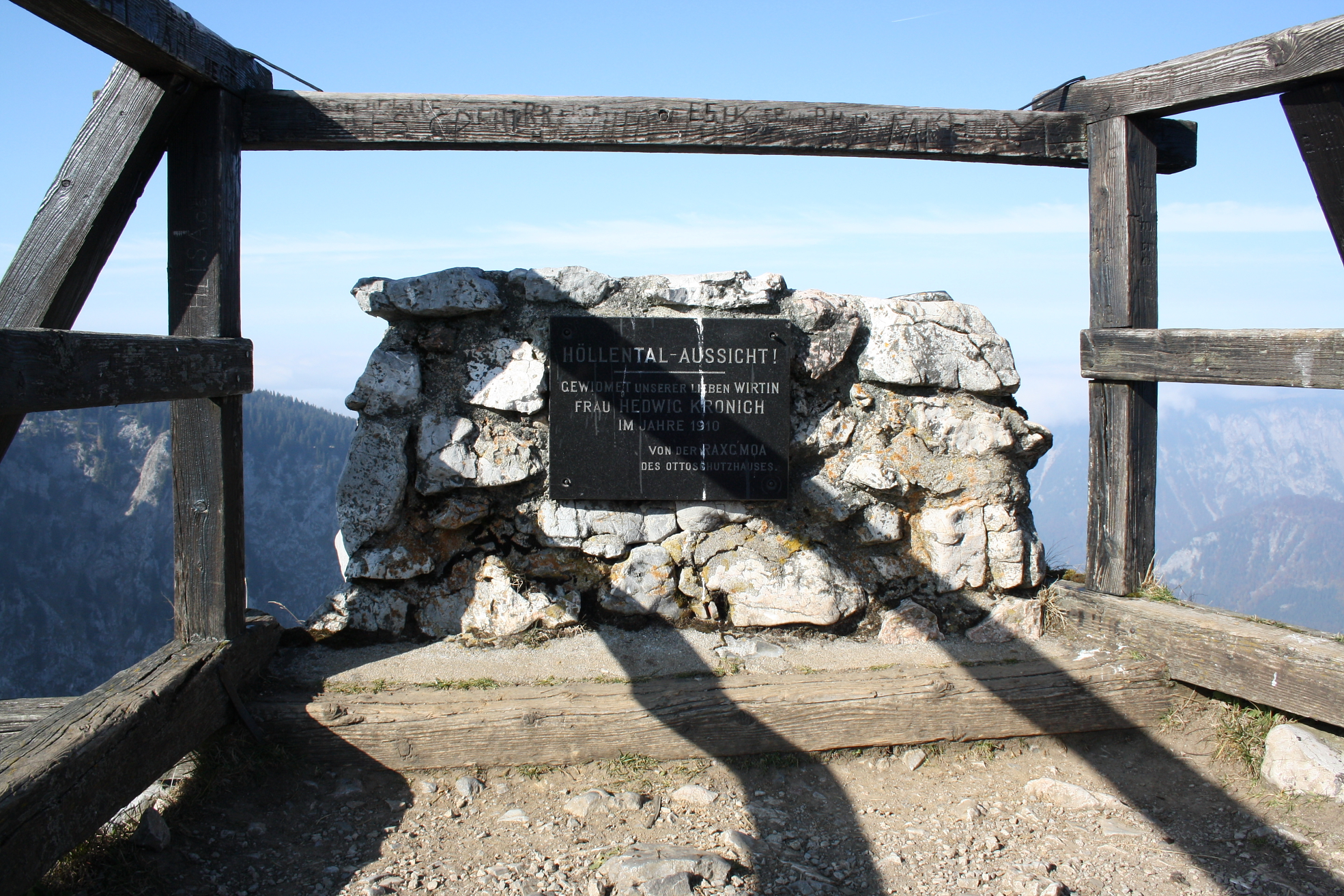
Hedwig-Kronich-Gedenktafel

Sie wurde 1910 an einer Felsnase am Abbruch des Raxplateaus vom Deutschen und Österreichischen Alpenverein und dem Hüttenwirt des Otto-Schutzhauses, dem „Raxkönig“ Camillo Kronich (1876–1958), errichtet.
Kronich initiierte auch den Alpenvereinssteig, der aus dem Höllental heraufführt. Dieser ursprüngliche Zustieg ist heute als Klettersteig versichert. Er hat sein oberes Ende direkt neben der Höllentalaussicht.
Als 1926 die Raxseilbahn in Hirschwang, die erste touristische Seilbahn in Österreich, eröffnet wurde, wurde die Höllentalaussicht zu einem beliebten Spaziergängerziel. Sie ist vom Raxalpen-Berggasthof, der Seilbahn-Gipfelstation (1547 m ü. A.) oder vom Ottohaus (1644 m ü. A.) über die Wegkreuzung „Praterstern“ gemütlich erreichbar. Daneben gelangt man zur Aussichtswarte auch einfach von der Wolfgang-Dirnbacher Hütte (1477 m ü. A.). Der Weg zu dieser Hütte über das Große Höllental ist wegen der versicherten Klettersteige bzw. wegen der Schönbrunner-Stiege oder der anderen Leitern zum Wachthüttelkamm am Taleingang etwas schwierig und teilweise ausgesetzt. Ein einfacherer, aber deutlich längerer Anstieg verläuft über den Großen Kesselgraben und die Gloggnitzer Hütte (1550 m ü. A.).
Direkt bei der Höllentalaussicht ist eine Ehrentafel für Hedwig Kronich († 1945) angebracht, die Gattin von Camillo Kronich. Sie wurde von der Alpinen Gesellschaft Raxgmoa gespendet. In älteren Unterlagen wie dieser Landkarte (Stand ca. 1921) ist der Aussichtspunkt als „Hedwig-Aussicht“ bezeichnet.

## Geologie
Das Gebiet um Höllentalaussicht – Wachthüttelkamm dürfte eine Zone jüngerer, mittel- bis obertriadischer Riffkalke im Raxplateau-Wetterstein (ca. 230 Mio. Jahre alt) darstellen. Das Große Höllental selbst ist eine mächtige Störung (Blattverschiebung) im Kalkstock der Rax, die sich gegenüber am Schneeberg fortsetzt, und als „Hauptdrainage“  auch die kräftigen Höllentalquellen am Talende verursacht.